# Краснозвездинский сельсовет (Курганская область)
Краснозвездинский сельсовет — упразднённые административно-территориальная единица и сельское поселение в Шадринском районе Курганской области Российской Федерации.
Административный центр — село Красная Звезда.
С 23 декабря 2021 года Законом Курганской области от 10.12.2021 № 140 муниципальный район был преобразован в муниципальный округ, в административном районе упразднён сельсовет.

## История
Статус и границы сельского поселения установлены Законом Курганской области от 4 ноября 2004 года № 757 «Об установлении границ муниципального образования Краснозвездинского сельсовета, входящего в состав муниципального образования Шадринского района».

## Население
| 1989  | 2002  | 2004  | 2010  | 2012  | 2013  | 2014  |
| ----- | ----- | ----- | ----- | ----- | ----- | ----- |
| 2142  | ↗2309 | ↗2410 | ↘1920 | ↘1900 | ↘1822 | ↘1774 |
| 2015  | 2016  | 2017  | 2018  | 2019  | 2020  |       |
| ↘1750 | ↘1698 | ↘1683 | ↘1678 | ↘1642 | ↘1605 |       |

## Состав сельского поселения
| № | Населённый пункт | Тип населённого пункта       | Население |
| - | ---------------- | ---------------------------- | --------- |
| 1 | Демьяна Бедного  | деревня                      | ↘155      |
| 2 | Красная Звезда   | село, административный центр | ↘930      |
| 3 | Максимова        | деревня                      | ↗66       |
| 4 | Октябрь          | деревня                      | ↘198      |
| 5 | Погадайское      | деревня                      | ↘309      |
| 6 | Просвет          | деревня                      | ↘262      |